# June Mansfield
June Mansfield, nata Juliette Edith Smerdt e nota anche come June Miller (Bucovina, 28 febbraio 1902 – Arizona, febbraio 1979), è stata una danzatrice statunitense.
È nota in particolare in quanto seconda moglie dello scrittore statunitense Henry Miller, che descrisse la loro relazione nella trilogia autobiografica Crocifissione in rosa, e amante della scrittrice Anaïs Nin. A lei sono ispirati anche i personaggi di Mona in Tropico del Cancro, della "lei" di Tropico del Capricorno (i romanzi più famosi di Miller) e di Sabina di House of Incest, poema in prosa di Anaïs Nin. Era una personalità estremamente vitale, affascinate, frammentata; percepita talvolta come femme fatale, ha avuto molte relazioni con entrambi i sessi. June fu la prima persona a credere davvero nel talento letterario di Miller.

## Biografia

### I primi anni
Nata nella Bucovina, nell'allora Impero austro-ungarico, era figlia di Wilhelm e Frances Budd Smerdt, una coppia ebrea di umili condizioni. Emigrò con i suoi genitori e quattro fratelli negli Stati Uniti nel 1907 all'età di cinque anni. All'età di 15 anni lasciò la scuola superiore per diventare una ballerina della Wilson's Dancing Academy a Times Square e iniziò a farsi chiamare June Mansfield e occasionalmente June Smith.
Nel raccontare il suo passato, in particolare ad Henry Miller, inventò diverse storie sulla sua origine. Nella prima versione sua madre era una "zingara romena che cantava nei caffè e leggeva la mano. Suo padre, disse, suonava la chitarra. Quando vennero in America aprirono un night club, soprattutto per romeni." Quando Henry insistette per sapere la verità, ella gli raccontò che era nata sulla strada, che suo padre era mago in un circo, e sua madre era trapezista. Henry Miller, riportando le storie ad Anaïs Nin, affermò che questa versione venne prima di quella in cui June affermò di non sapere chi fosse suo padre. Prima, infatti, June aveva raccontato che il padre era un Don Giovanni, e che la infedeltà paterna aveva influenzato la sua fanciullezza, e lasciato un senso di provvisorietà e sfiducia negli uomini: Henry le ricordò di questo particolare quando June gli parlò del padre "mago". A questo, June rispose: "è vero anche quello, uno può essere un mago infedele".
Avrebbe risieduto a New York la maggior parte del resto della sua vita, tranne in un periodo di viaggi in Europa e soggiorni a Parigi ed in Arizona.

### Vita con Henry Miller
Nel 1923, da Wilson, incontrò Henry Miller, quando aveva 21 anni e lui 31. Miller lasciò la sua prima moglie e il figlio per sposarla a Hoboken, nel New Jersey, il 1º giugno 1924. Nell'ottobre 1926, Jean Kronski, artista e poeta, si trasferì da loro su sollecitazione di June. June coltivò una relazione molto stretta con Jean, preferendo spesso gli affetti di Jean a quelli di Henry. Questa convivenza presto andò in pezzi e Jean e June partirono per Parigi insieme nell'aprile 1927. Tuttavia, due mesi dopo, le due donne litigarono e June tornò da Henry a luglio. L'anno seguente June ed Henry partirono per un tour in Europa, stabilendosi a Parigi per diversi mesi prima di tornare di nuovo a New York. La relazione di June con Jean costituisce la parte centrale dei romanzi autobiografici di Henry Gallo pazzo (1930, inedito fino a 12 anni dopo la morte di Miller) e Nexus (1959), il terzo volume della Crocifissione in rosa. Intorno al 1930, Jean Kronski si suicidò in un manicomio a New York.
Nel 1930 Henry si trasferì a Parigi da solo spinto da June che gli diede i soldi necessari affinché potesse coronare il desiderio di vivere e scrivere lì. Nel 1931, durante una visita a Henry, June incontrò la scrittrice Anaïs Nin, per la quale divenne una figura ossessionante, e, proprio come fece Henry, cercò di farne un ritratto in molti dei suoi scritti successivi. June e Nin ebbero una relazione sebbene Nin negasse che fosse sessuale. Il loro rapporto si basava soprattutto su un forte rispecchiamento, una fantasticheria che superava la realtà, analogie e opposizioni attrattive. Anaïs, che amava sia Henry che June, cercò di allentare spesso i loro conflitti, diventando quasi parte intermediaria tra l'uno e l'altra. Nonostante ciò, Henry e June, dopo vari allontanamenti, arrivarono a un punto di rottura e nel 1934 divorziarono per procura a Città del Messico.

### Anni successivi
Dopo aver divorziato da Miller, intorno al 1935 June sposò il venditore assicurativo Stratford Corbett che l'aveva corteggiata quando Miller era a Parigi nel 1930. Successivamente Stratford lasciò June nel 1947 per l'attrice Rita La Roy Corbett. La vita di June peggiorò e visse in una serie di hotel economici intorno a New York. Durante questo periodo rimase in contatto epistolare con Miller che le inviò anche del denaro. I quaderni che Miller tenne nel suo viaggio negli Stati Uniti nel 1940, che sarebbero diventati L'incubo ad aria condizionata includono alcuni riferimenti a lei. Si legge: "Sono seduto qui sognando June. Dove sei adesso, piccola June? Sei felice?".
Durante gli anni '50 June fu ricoverata in reparti psichiatrici dove fu sottoposta ad elettroshock. Negli anni seguenti la sua salute migliorò e nel 1960 lavorava presso il dipartimento dei servizi sociali della città. Nel 1961 incontrò di nuovo Miller; egli rimase scioccato dall'invecchiamento di lei ed i due non riaccesero mai la loro relazione. Alla fine degli anni '60, June si trasferì con uno dei suoi fratelli in Arizona, dove morì nel 1979.

## Nella letteratura e nel cinema
La figura di June Mansfield e il suo rapporto con il marito sono descritti in alcune delle più famose opere di Henry Miller:
- Tropico del Cancro
- Tropico del Capricorno (romanzo)
- Crocifissione in rosa (Sexus, Plexus e Nexus)
- Uccello pazzo

Appare inoltre in House of Incest, A Spy in the House of Love e nel Diario di Anaïs Nin, opera da cui è stato tratto il film Henry & June con Fred Ward, Maria de Medeiros e Uma Thurman.